# Babisnauer Pappel
Die Babisnauer Pappel ist eine Schwarz-Pappel (Populus nigra) bei Babisnau, einem Ortsteil der Gemeinde Kreischa in Sachsen. Sie steht exponiert auf einer Hochfläche südlich von Dresden und ist als Landmarke weithin sichtbar. Der Babisnauer Gutsbesitzer Johann Gottlieb Becke pflanzte die Pappel 1808 als Grenzbaum an der Grenze seines Besitzes. Sie ist seit dem Jahre 1936 als Naturdenkmal ausgewiesen. Die Pappel hat bei starken Stürmen in den Jahren 1967 und 1996 einen Großteil ihrer runden Krone verloren. Sie ist 17,3 Meter hoch, der Stamm hat einen Umfang von 5,1 Metern.
Der Baum ist wegen der Aussicht nach allen Seiten und zur Stadt Dresden ein beliebtes Ausflugsziel. Im Deutschen Krieg 1866 diente die Pappel mit einem vorübergehend eingebauten Beobachtungsgerüst als Ausguck. Ein festes Aussichtsgerüst neben dem Baum entstand 1885 und wurde in den Jahren 1922, 1963 und 1999 erneuert. Die Pappel wurde ab 1993 mehrmals vegetativ vermehrt. Einer Legende nach zeigt die Pappel mit ihrer Blüte, die nicht in jedem Jahr erscheint, das nahende Ende eines Krieges an. Zweimal im Jahr findet mit dem Wendelauf ein Volkslauf um die Pappel statt.

## Lage
Die Pappel steht auf dem unbewaldeten 335 Meter über Normalnull hohen Zughübel mit freier Sicht in alle Richtungen, vor allem nach Dresden, das auf etwa 110 Meter Höhe liegt, und zur Sächsischen Schweiz. Sie ist etwa neun Kilometer südlich von der Inneren Altstadt Dresdens und etwa 800 Meter westlich von Babisnau entfernt, steht etwa 220 Meter oberhalb der Elbe und ist von landwirtschaftlich genutzten Feldern umgeben. Die Pappel befindet sich unmittelbar an der Flurgrenze zwischen den Gemarkungen des Kreischaer Ortsteils Babisnau und Golberode, einem Ortsteil von Bannewitz. In nächster Nähe steht eine Aussichtsplattform und in etwa zehn Metern Entfernung die im Jahr 1890 gepflanzte Bismarck-Eiche. Am 8. April 2006 wurde einige Meter weiter eine weitere, aus einem Steckholz der Altpappel herangewachsene, Schwarz-Pappel gepflanzt. Das Panorama von der Pappel und der Plattform aus umfasst im Norden über der breiten Elbtalweitung den bewaldeten Steilhang, der die Westlausitzer Hügel- und Berglandschaft nach Süden begrenzt. Diese lässt sich von dem 361 Meter über Normalnull hohen Borsberg bis zu den Lößnitzhöhen verfolgen. Im Osten ist das Relief der Tafelberge des Elbsandsteingebirges zu sehen. Im Süden umrahmt der Höhenzug mit der Quohrener Kipse, dem Hermsdorfer Berg und dem Wilisch das Kreischaer Becken.
Die Pappel steht auf einer kreidezeitlichen (turonen) Pläner-Sandsteintafel, die in etwa 320 Metern Höhe endet. Entsprechend dem schwachen Einfallen der Sandsteine neigt sich die Tafel mit sanft geneigten Hängen von zwei bis vier Grad nach Norden in Richtung Golberode. Am Zughübel begrenzt eine ausgeprägte, nach West und Südwest gerichtete, etwa 40 Meter hohe Schichtstufe die Tafel gegen den Zertalungsbereich des Possendorfer Baches. Auf den Sandsteinen befindet sich eine flache Lößlehmdecke, auf der sich flachgründige Decklöß-Parabraunerden entwickelt haben. Aufgrund dieser geologischen Bedingungen auf dem Zughübel konnte die Pappel an diesem Standort gedeihen. Die Pappel gehört einer Gattung an, die sonst in der Regel in feuchten Niederungen wächst und nicht auf einem Höhenzug.

## Geschichte
Gutsbesitzer Johann Gottlieb Becke aus Babisnau pflanzte die Schwarzpappel 1808 als Grenzbaum zur benachbarten Golberoder Flur an der höchsten Stelle des Zughübels. Ob dies als dauerhafte Markierung auf der Flurgrenze wegen eines Streites mit dem Nachbarn geschehen ist oder im Einvernehmen mit ihm, ist nicht überliefert. Auch ist nicht bekannt, wie alt der Baum bei der Pflanzung war. Maximilian Eckhardt versah 1858 seine Grafik Blick auf Leubnitz von Norden her mit einer Baumsignatur der Pappel am Horizont. Im Jahr 1866 soll die schon stattliche Pappel während des Preußisch-Österreichischen Krieges sächsischen Pionieren als Beobachtungspunkt von einem eingebauten Gerüst aus gedient haben. Die Kampfhandlungen fanden jedoch weiter südlich in Böhmen statt, so dass die Pappel ohne Schäden blieb. Die Plattform diente danach als Aussichtspunkt mit Rundblick und wurde immer mehr von Ausflüglern aufgesucht. Wie lange sie existierte, ist nicht bekannt. Das älteste bekannte Foto des Baumes stammt aus dem Jahre 1878.
Am Grenzbaum führte der Weg von Babisnau nach Golberode und Possendorf vorbei. Im Jahr 1883 beabsichtigte man, diesen Kommunikationsweg zu verlegen, und der Gutsbesitzer Gießmann wollte deswegen die Pappel fällen. Er befürchtete, dass die zahlreichen Ausflügler nach der Verlegung des Weges seinen Feldweg zur Pappel benutzen und den Ertrag seines benachbarten Feldes beeinträchtigen würden. Die Pappel war jedoch bereits zum Wahrzeichen des Elbtals bei Dresden geworden und der Baum diente auch als Visierpunkt für geodätische und ähnliche Arbeiten. Um die Fällung zu verhindern, fand am 27. Januar 1884 eine Delegierten-Versammlung des 1877 gegründeten Gebirgsvereins für die Sächsisch-Böhmische Schweiz statt. Man verhandelte mit dem Eigentümer der Pappel und am 23. März 1884 kaufte der Gebirgsverein den Baum für 300 Mark. Der umliegende Grund von 150 Quadratmetern wurde gepachtet. Am 6. Mai 1884 setzten Geometer die Grenzsteine. Nach dem Kauf der Pappel gründete Ernst Wilhelm Zöllner die Gebirgsvereinssektion Golberode-Babisnau, die auch den Gutsbesitzer Gießmann als Vereinsmitglied gewinnen konnte. Am 17. Mai 1885 wurde das erste, von der Sektion für 360 Mark errichtete, etwa vier bis fünf Meter hohe Aussichtsgerüst eingeweiht. Die Aussichtsplattform lag in etwa drei Metern Höhe, zu ihr führten 16 Stufen. Darunter, innerhalb des Aussichtsgerüstes, befand sich eine offene Unterstellmöglichkeit als Wetterschutz. Später wurde sie zum Teil geschlossen.

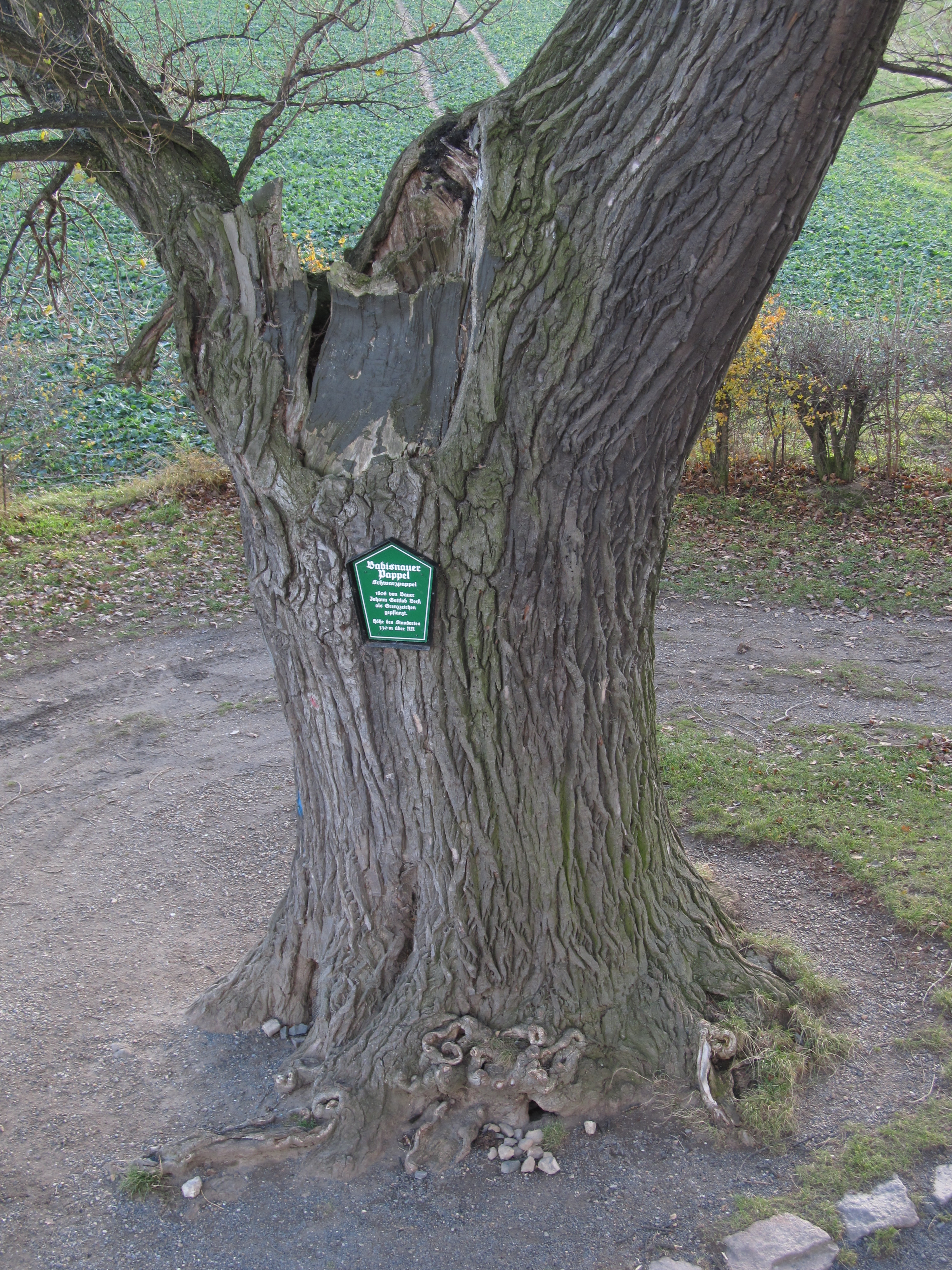
Stammansicht von der Plattform aus (November 2012)

Im Jahr 1886 berichtete das Aprilheft der Bergblumen, illustrierte Blätter der Sektion Strehlen über die Pappel mit einer Zeichnung, die sie mit einer beinahe kugelrunden Krone zeigt. Die Mitglieder der Gebirgsvereinssektionen Strehlen und Golberode-Babisnau pflanzten zwischen 1887 und 1896 vier Eichen neben die Pappel. Die erste davon, die Wettin-Eiche, ging vermutlich bereits nach kurzer Zeit ein. Deshalb wurde anlässlich der 800-Jahr-Feier des Hauses Wettin im Jahr 1889 eine weitere Eiche gesetzt. Ebenfalls im Jahr 1889 kaufte der Gebirgsverein das 150 Quadratmeter große umliegende Grundstück für 12 Mark pro Quadrat-Rute. Die nächste Eiche wurde im Jahr 1890 zu Ehren von Reichskanzler Otto von Bismarck als Bismarck-Eiche gepflanzt. Als letzte kam im Frühjahr 1896 die König-Albert-Eiche zu Ehren König Alberts hinzu. Eine Zeit lang war die Pappel von drei Eichen umgeben. Die Bismarck-Eiche ist die einzige, die noch steht. Eine Fotografie der Pappel vom Juni 1897, auf der auch das Aussichtsgerüst zu sehen ist, zeigt sie wiederum mit einer runden Krone. Im Jahr 1899 wurde das morsch gewordene und teilweise mutwillig beschädigte Aussichtsgerüst instand gesetzt.
Am 21. September 1922 feierte die Gebirgsvereinssektion Golberode-Babisnau als Bauherrin nach zweiwöchiger Bauzeit die Einweihung eines neuen, vier Meter hohen Aussichtsgerüsts. Eine Rotdornhecke wurde im Jahr 1925 angepflanzt. Eine Verordnung des Kreishauptmanns Dresden-Bautzen vom 28. Dezember 1936 wies die Pappel 128 Jahre nach ihrer Pflanzung als Naturdenkmal nach dem Reichsnaturschutzgesetz (RNG) aus. Von 1944 bis zum Ende des Zweiten Weltkriegs war bei der Pappel eine Fliegerabwehrstaffel stationiert. Nachdem die deutschen Linien am Boden nicht mehr standgehalten hatten, stand die Pappel mitten im Kriegsgeschehen. Kurz vor dem Ende des Krieges sollte sie gefällt werden, da sie als gefährliche Sichtmarke angesehen wurde. Dazu kam es jedoch nicht mehr. Im Jahr 1945 löste sich der Gebirgsverein auf und das Flurstück mit der Pappel und der Bismarck-Eiche ging in die Betreuung der Gemeinde Bärenklause-Kautzsch über. Im Jahr 1957 wurde Babisnau der Gemeinde Bärenklause-Kautzsch im Kreis Freital angegliedert. Ein Jahr später, am 23. August 1958, wies der Rat des Kreises (RdK) Freital mit seinem Beschluss 108/58 die Pappel zum zweiten Mal als Naturdenkmal aus. In der zweiten Hälfte der 1950er Jahre wurde das Aussichtsgerüst baupolizeilich gesperrt, da es durch die Witterung und mutwillige Beschädigungen unbrauchbar und gefährlich geworden war. Freitaler Heimatfreunde errichteten 1962/63 in Eigenleistung eine neue, stählerne Aussichtsplattform. Am 21. Juni 1961 wurde die Babisnauer Pappel mit dem Flurstück 36a und den beiden umliegenden Flurstücken 35a und 40 zum Volkseigentum erklärt, womit sie der staatlichen Verwaltung unterlagen. Die Betreuung blieb jedoch weiterhin bei der Gemeinde. Bei einem starken Gewittersturm am 20. Juli 1967 mit Hagel nach Temperaturen von 30 Grad Celsius verlor die Pappel ein Drittel ihrer inzwischen großen Krone. Einer der drei nach oben gehenden Haupttriebe brach aus und die Krone verlor damit ihre kugelrunde Form. Die Höhe reduzierte sich von etwa 26 auf etwa 20 Meter. Wegen seiner Größe waren zwei Traktoren nötig, um den ausgebrochenen Ast wegzuschleppen. Von da an übernahm immer mehr die inzwischen ebenfalls große Krone der Bismarck-Eiche die Rolle als Blickfang aus der Ferne.

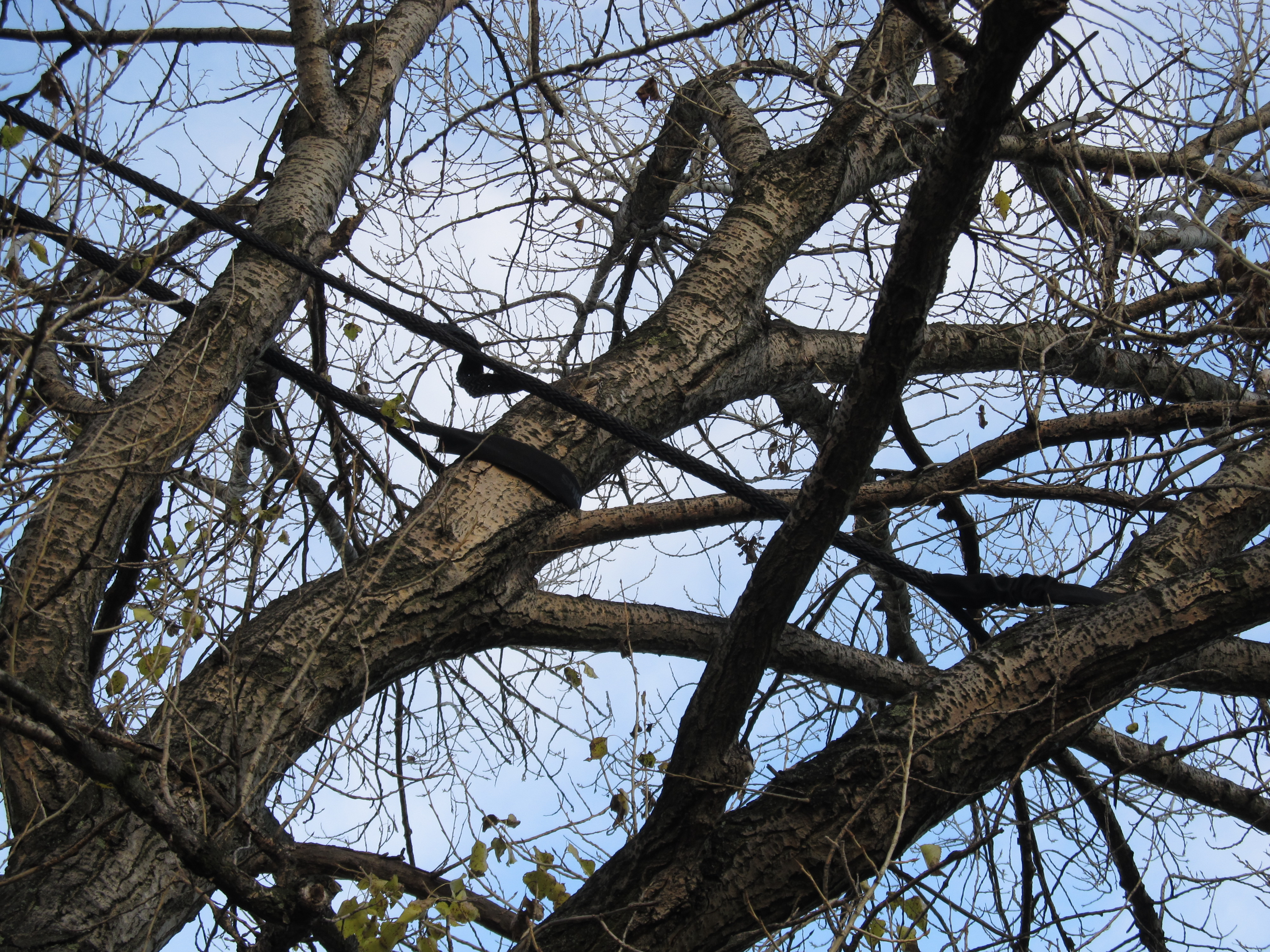
Seilgesicherte Äste (2012)

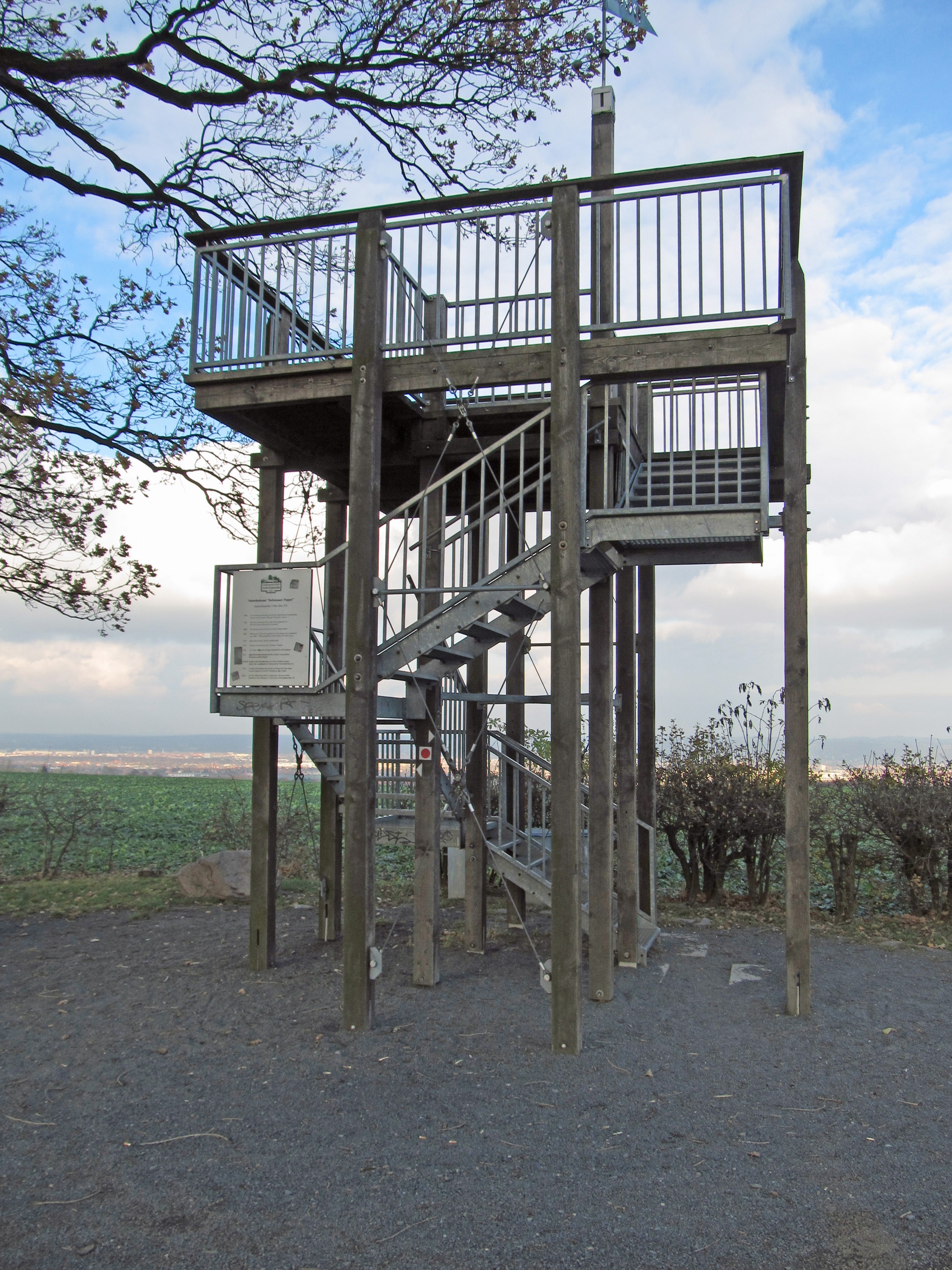
Aussichtsgerüst (2012)

Die ersten Pflegemaßnahmen an der Pappel fanden im Auftrag des Landratsamtes Freital am 9. Dezember 1991 statt. Dabei wurde auch der Stumpf des 1967 ausgebrochenen Astes gerade gesägt. In der Nacht vom 30. zum 31. Dezember 1993 legten Vandalen im Hohlraum der Pappel Feuer. Gegen Mitternacht waren die Feuerwehren von Bärenklause-Kautzsch und Kreischa vor Ort, um den Schwelbrand im hohlen Baumstamm zu bekämpfen. Wer die Feuerwehr alarmierte, ist nicht bekannt. Der komplette Wasserinhalt eines Löschfahrzeuges wurde in den Hohlraum gepumpt, der stürmische Wind ließ jedoch die Glut nicht erlöschen. Am frühen Silvesternachmittag fuhr die Feuerwehr erneut zur Pappel, um mit einer weiteren Tankladung Wasser zu löschen. Zusätzlich wurde in die Öffnung des Stammes Sand gefüllt; die Löcher im Wurzelbereich wurden mit Erde zugestopft, damit die Kaminwirkung des hohlen Stammes nachließ. Dies beendete den Schwelbrand. Hätte die Feuerwehr Schaum angewandt, hätte die Pappel größeren Schaden davongetragen. Der Landkreis Freital, zu dem Babisnau gehörte, fusionierte 1994 mit dem Landkreis Dippoldiswalde zum neu gebildeten Weißeritzkreis. Die Pappel wurde am 23. August 1995 per Verordnung des Landratsamtes Weißeritzkreis ein drittes Mal als Naturdenkmal ausgewiesen. Im Jahr 1996 übernahm die am 1. Januar 1993 gegründete Ortsgruppe Babisnau im Landesverein Sächsischer Heimatschutz die Flurstücke 35a und 36a der Gemarkung Babisnau und 1997 das Flurstück 40 der Gemarkung Golberode zum symbolischen Preis von jeweils einer Mark. Weil die Aussichtsplattform gefährliche Roststellen aufwies, beauftragte der Vorstand des Landesvereins Sächsischer Heimatschutz am 1. Dezember 1996 die Babisnauer Ortsgruppe, sie zu entfernen. Für die nächsten Jahre blieb der Bereich der Pappel ohne Aussichtsplattform. In der Nacht vom 5. zum 6. Juli 1996 brach bei einem heftigen Sturm der zweite Hauptast ab. Er war an der Abzweigstelle des 1967 abgebrochenen Astes stark angefault. Aufgrund der beträchtlichen Länge von etwa sieben Metern konnte er dem Sturm nicht standhalten. Die Krone der Pappel bestand nun nur noch zu einem Drittel mit einem von ehemals drei Hauptästen. Die Charakteristik der Pappel hatte sich stark geändert und wird von einem Hauptast geprägt.

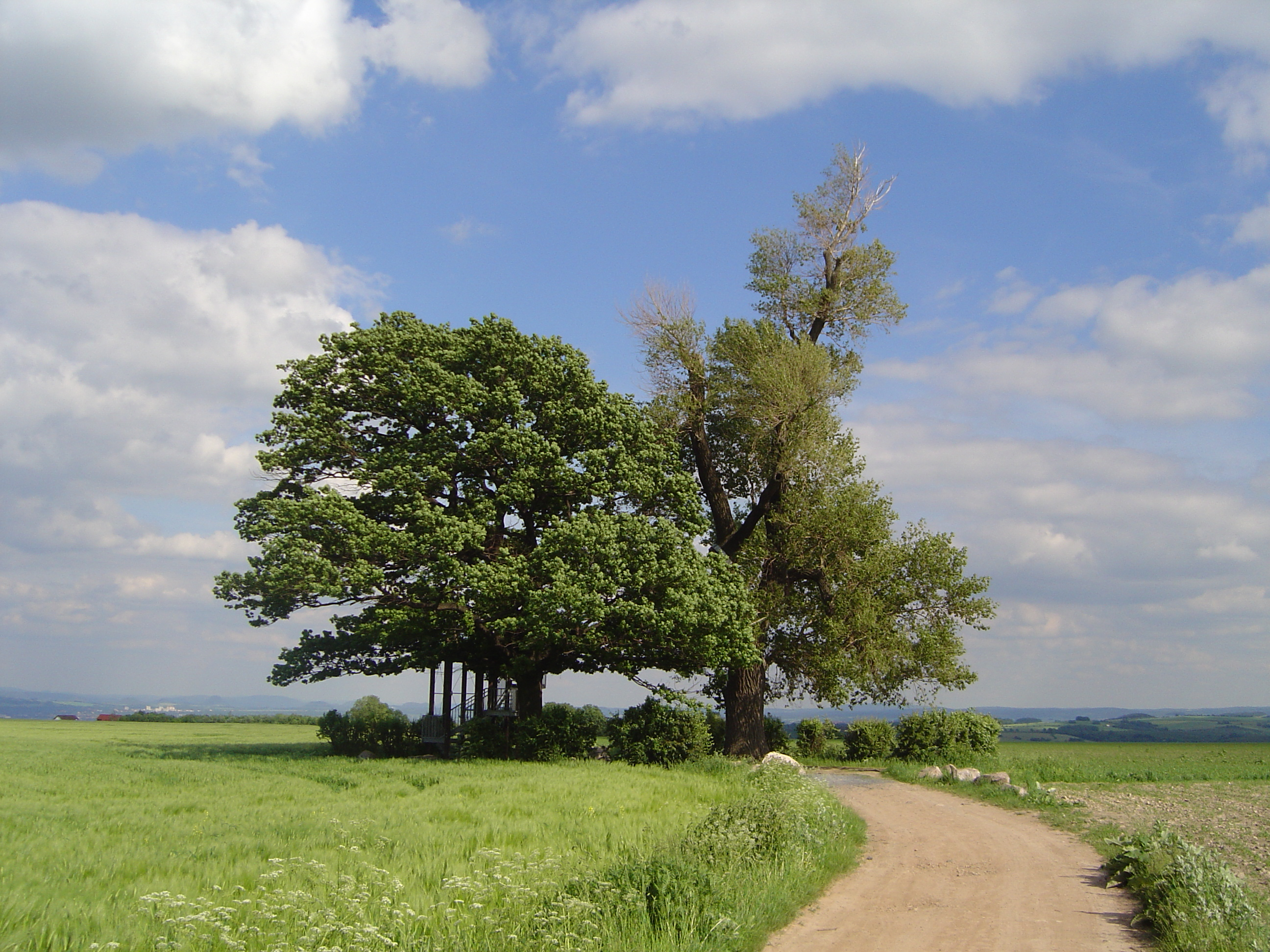
Pappel mit Eiche und Aussichtsgerüst (2005)

Nach dem ersten Spatenstich am 1. Juni 1999 wurde das neue Aussichtsgerüst am 2. Juli 1999 eingeweiht. Finanziert wurde das Gerüst und die Gestaltung des umliegenden Areals mit Fördermitteln des Regierungspräsidiums Dresden und durch Sponsoren. An der Wunde des 1996 ausgebrochenen Astes hatte sich im Laufe der Zeit ein Riss gebildet, der sich immer mehr verbreiterte. Um ein Auseinanderbrechen des Baumes zu verhindern, wurden im Jahr 2000 an der verbliebenen Krone Metallbänder, verbunden mit einem Stahlseil, angebracht. Gegen Ende Dezember des Jahres 2003 brach ein großer Seitenast heraus. Das Kronenvolumen verringerte sich dadurch erneut. Die Pappel überragte nur noch mit ein paar Zweigen die Krone der danebenstehenden Eiche. An der Ausbruchstelle des Seitenastes wuchs ein Porling. Im Frühjahr des Jahres 2006 waren es mehrere solcher Pilze, so dass die Gefahr bestand, dass der Ast, der an dieser befallenen Stelle abzweigt, vorzeitig abbrach. Um dem entgegenzuwirken, musste er entlastet werden. Der große Ast wurde am 11. April 2006 stark eingekürzt, so dass seine Masse abnahm. Die Höhe der Krone verringerte sich dadurch nochmals auf 17 Meter. Damit ist die Pappel niedriger als die danebenstehende Eiche. Zusätzlich zu den Metallbändern wurden flexible Sicherungsgurte angebracht. Am 16. August 2008 feierten über 500 Besucher das 200. Jubiläum der Pappelpflanzung. Zur selben Zeit fand eine Ausstellung über den Baum in Babisnau statt. Am 21. Mai 2009 wurden mit einem Festakt ein steinerner Tisch und Bänke, gesponsert von einer Dresdner Familie, als Rastplatz eingeweiht.
An der Aussichtsplattform befindet sich eine Tafel mit kurzen Informationen über die Pappel. Im Juli 2020 wurde der Zugang auf die Aussichtsplattform (Holz-Stahl-Konstruktion) aus Gründen der Verkehrssicherheit dauerhaft gesperrt, weil die hölzernen Trittbohlen im oberen Teil der Plattform verwitterungsbedingt marode waren. Nach der Instandsetzung konnte die Plattform im Juli 2022 wieder geöffnet werden.

## Beschreibung
| 1896 | 4,30 m (1 m Höhe)   | 23 m   |
| 1934 | 4,50 m (1 m Höhe)   | –      |
| 1957 | 4,70 m (1,3 m Höhe) | 26 m   |
| 1974 | 4,75 m (1,3 m Höhe) | 20 m   |
| 1983 | 4,78 m (1,3 m Höhe) | 20 m   |
| 1991 | 5,00 m (1,3 m Höhe) | –      |
| 2007 | 5,13 m (1,3 m Höhe) | 17,3 m |

Der Stamm der Pappel ist gleichmäßig und vollständig erhalten. In etwa vier Metern Höhe teilte er sich ehemals in drei große Äste, die die runde Krone bildeten. Heute ist nur noch ein Ast vorhanden, aus dem die unregelmäßige Krone hervorgeht. Das Ausbrechen der Äste öffnete den Stamm. Die Krone hatte im Jahr 2004 eine Ausdehnung von 14 auf 19 Metern. Die Höhe des Baums hat sich nach mehreren Astausbrüchen auf 17,3 Meter reduziert.
Die Pappel wurde zu verschiedenen Zeiten vermessen. Bei der ersten Messung im Jahr 1896 betrug der Stammumfang etwa 4,30 Meter auf einem Meter Höhe. Der Baum war damals 23 Meter hoch. Im Jahr 1957 hatte er mit 26 Metern die größte Höhe erreicht. Der Stammumfang in 1,3 Metern Höhe, der Höhe des sogenannten Brusthöhendurchmessers, belief sich auf 4,70 Meter. Im Jahr 2007 war der Umfang auf gleicher Höhe auf 5,13 Meter angewachsen. Das Deutsche Baumarchiv, das die alten Bäume in Deutschland dokumentiert, gibt in Bäume, die Geschichten erzählen, einen Umfang – in einem Meter Höhe gemessen – von 5,00 Metern an. Aufgrund ihres Standortes hat die Pappel wohl zu keiner Zeit die Messdaten von Schwarzpappeln gleichen Alters, die in artgerechter Umgebung aufgewachsen sind, erreicht.

## Verschiedenes

### Wendelauf
Im Jahr 1991 fand zu Silvester der erste Wendelauf um die Babisnauer Pappel statt. Seitdem hat sich der jährliche Volkslauf im Sportkalender von Dresden etabliert. Gegen Ende der 1990er Jahre hatten am Wendelauf, der kein Wettkampf ist, bereits über 300 Läufer, Wanderer und Radfahrer teilgenommen. Der Wendelauf findet zweimal jährlich, als Sommersonnenwendelauf und als Jahreswendelauf an Silvester, statt. Bei diesem Volkslauf ist der Start- und Zielpunkt beliebig, die Wende an der Hälfte der Strecke ist aber stets die Babisnauer Pappel, wo es im Winter gratis Glühwein und im Sommer Sekt gibt. Auch Verpflegung wird dort ausgegeben. Die Art der Fortbewegung spielt keine Rolle. So haben im Winter auch schon Skiläufer teilgenommen, auch einen Reiter gab es bereits. Angeboten werden immer verschiedene Routen mit unterschiedlicher Länge, die sternförmig zur Pappel führen.

### Verschiedene Namen

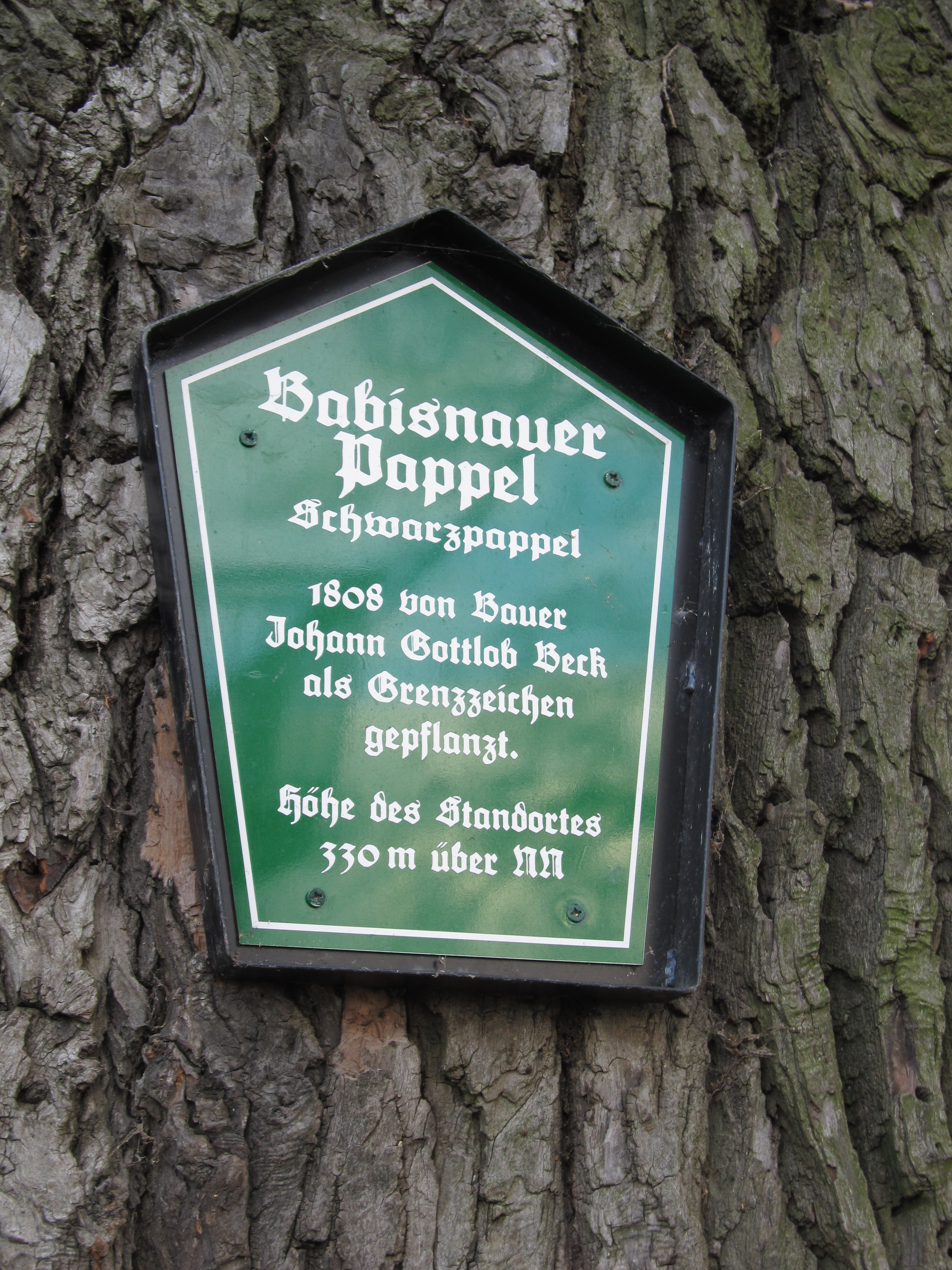
Hinweisschild (2012)

Die Pappel wird heute ausschließlich als Babisnauer Pappel bezeichnet. Das war jedoch nicht immer so. In der Zeitschrift Bergblumen wurde die Pappel in der Festausgabe zum zehnjährigen Bestehen der Sektion Strehlen im Jahr 1888 und auf zwei Fotografien aus dem Jahr 1897 sowie auf später erschienenen Ansichtskarten als Zöllner-Pappel bezeichnet. Dieser Name ging vermutlich auf den damaligen Vorsitzenden der Sektion Strehlen des Gebirgsvereins für die Sächsisch-Böhmische Schweiz zurück, den Strehlener Privatus Ernst Wilhelm Zöllner, der im Jahr 1884 die Pappel im Auftrag des Vereins gekauft hatte. Um die Jahrhundertwende bürgerte sich in den Wanderbüchern wieder der Name Babisnauer Pappel ein. Ein weiterer Name in manchen Wanderführern und auf Ansichtskarten der damaligen Zeit ist Silberpappel. In die Naturdenkmal-Liste wurde die Pappel als Deutsche Pappel eingetragen.

### Legende
Einer Legende nach blüht die Pappel immer dann, wenn das Ende eines Krieges bevorsteht. Eine Schwarzpappel blüht nicht in jedem Jahr, was in der Botanik als natürliche Ökonomie der Pflanzen und Bäume bezeichnet wird. Die Pappel soll im Jahr 1870 geblüht haben und das Ende des Deutsch-Französischen Krieges im Jahr 1871 angezeigt haben. Ein weiteres Mal blühte der Baum im Jahr 1918 zum Ende des Ersten Weltkrieges. Im Frühjahr 1943 stand die Pappel erneut in Blüte und trug Früchte in großer Fülle. Der deutsche Romanist Victor Klemperer schrieb am 23. Mai 1943 in seinem Tagebuch, dass die Babisnauer Pappel blühte und dem Aberglauben nach der Krieg bald zu Ende gehen würde. Im Jahr 1947 erwähnte Klemperer diese Legende auch in seinem Werk LTI – Notizbuch eines Philologen. Er schrieb, dass die Babisnauer Pappel nur selten blühe und dass ihm erzählt worden sei, sie habe auch bei allen anderen Kriegen im 19. Jahrhundert geblüht. Bei der Pappelblüte im Jahr 1943 war die Legende vom Ende des Krieges weit über Dresden hinaus bekannt. So wurde aus Oberschlesien berichtet, dass bei Dresden eine Pappel steht, bei deren Blüte der Krieg zu Ende geht. Menschen, die von der Wunderblüte gehört hatten, kamen aus fernen Gegenden, um die Pappel aufzusuchen. Zwei Jahre später, im Mai 1945, endete tatsächlich der Weltkrieg. Die von den Menschen wahrgenommene „Blüte“ sind allerdings die schon reifen wolligen Fruchtstände, die eigentliche Pappelblüte ist sehr unscheinbar.

### Vegetative Vermehrung

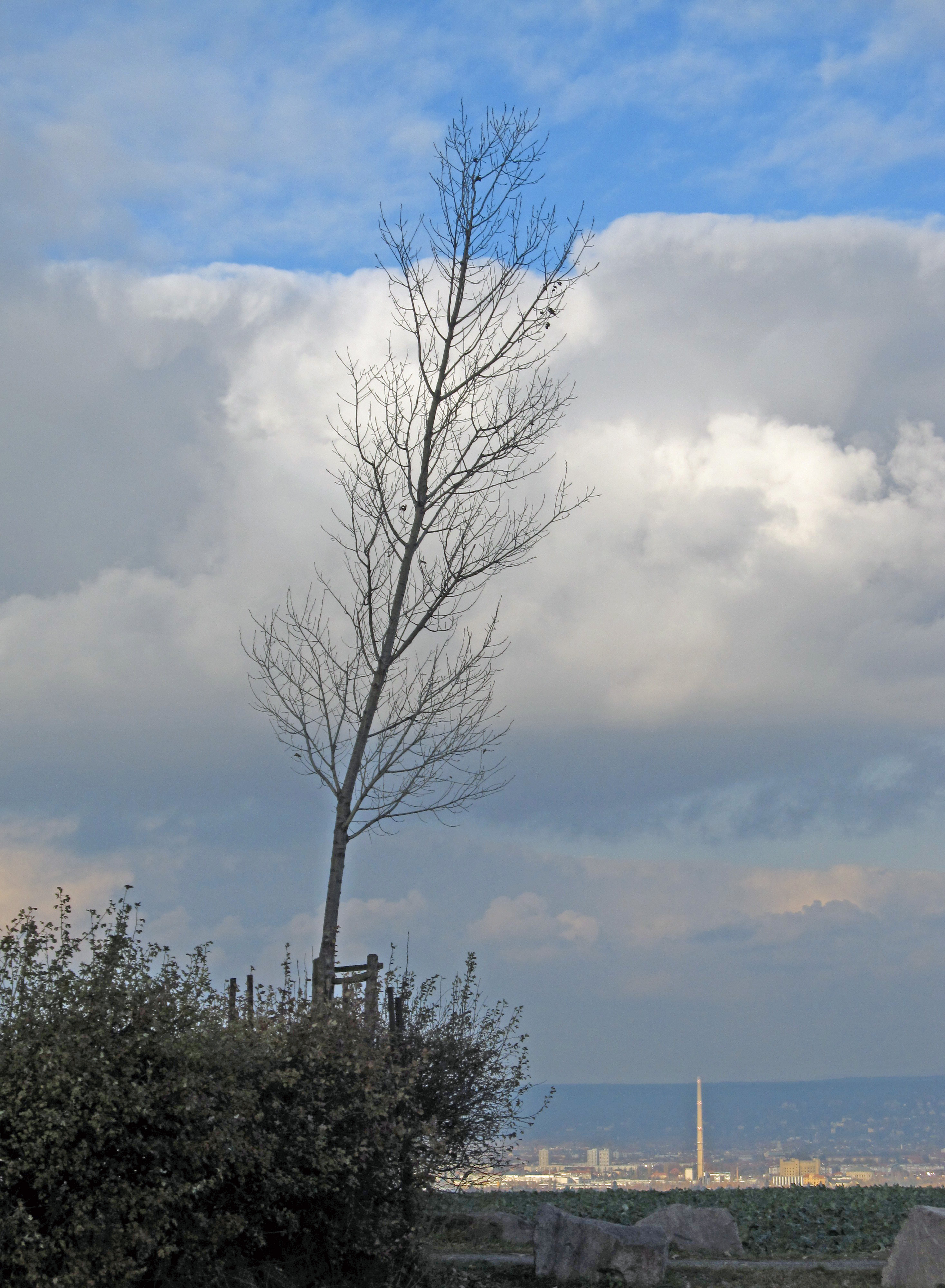
Neue Babisnauer Pappel (2012)

Die Sächsische Forstliche Versuchs- und Forschungsanstalt Graupa prüfte die Pappel auf ihre genetische Reinheit. Sie kam dabei zu einem positiven Ergebnis und schloss somit aus, dass es sich um eine Bastard-Schwarz-Pappel handelt. Im Februar 1993 schnitt Rudolf Schröder, der damalige Leiter des Botanischen Gartens Dresden, von der Pappel Steckhölzer. Steffen Ruhtz, der Vorsitzende der Ortsgruppe Babisnau im Landesverein Sächsischer Heimatschutz, betreute in den darauffolgenden Jahren die Steckhölzer, die beim Aufwachsen die gleichen klimatischen Bedingungen wie der Altbaum hatten. Im Jahr 1997 wurde einer der jungen Bäume auf dem Gelände der Sternwarte in Radeberg bei Dresden gepflanzt. Am 8. April 2006, im Jahr, als die Schwarzpappel zum Baum des Jahres gewählt wurde, pflanzten Babisnauer Mitglieder der Regionalgruppe Goldene Höhe des Landesvereins eine zweite solche Schwarzpappel neben der Babisnauer Pappel. Der junge Baum hatte Anfang November 2007 eine Höhe von 8,20 Metern.